# Kissing Case
Il Kissing Case ("caso del bacio") fu un incidente che scatenò proteste e battaglie legali da parte delle associazioni affiliate o dei membri del Movimento per i diritti civili degli afroamericani, diffusosi negli Stati Uniti tra gli anni 1950 e 1960. Il 28 ottobre 1958 a Monroe, in Carolina del Nord, due ragazzi di colore, il bambino di sette anni David "Fuzzy" Simpson ed James Hanover Thompson, di 9 anni, furono arrestati per aver baciato su una guancia una ragazza bianca, Sissy Sutton, mentre giocava con loro nel quartiere. Furono accusati di molestie sessuali e condannati ad un riformatorio fino all'età di 21 anni.
In un'intervista del 2011, Simpson e Thompson hanno dichiarato che fu la ragazza a dare a James un bacio.

## Eventi
Il giorno seguente, dopo che la presunta vittima raccontò l'accaduto a sua madre, il padre ed i vicini si armarono con pistole e andarono alla ricerca dei ragazzi e/o i loro genitori. Quella sera, la polizia arrestò Thompson e Simpson con l'accusa di molestie, dopo averli trovati per la strada mentre giocavano con un carrellino rosso. James fu picchiato da un poliziotto armato. I due bambini furono detenuti in cella per sei giorni, senza poter vedere i genitori e senza poter parlare con degli avvocati o assistenti sociali. Furono ammanettati, immobilizzati e picchiati in una delle celle sotterranee della stazione di polizia. Qualche giorno dopo, il 4 novembre 1958, un giudice della corte giovanile li ritenne colpevoli e li spedì in riformatorio fino all'età di 21 anni (che all'epoca, negli Stati Uniti, era spesso vista come la maggiore età, diversamente dagli attuali 18 anni). I ragazzi, che affrontarono il processo senza alcun supporto legale in loro difesa, furono portati subito in riformatorio mentre, quello stesso giorno, alcuni membri del Ku Klux Klan di Monroe bruciarono croci di fronte alle case delle loro famiglie, e vennero sparati anche dei colpi di pistola.
Il leader per i diritti civili, Robert F. Williams, capo della divisione locale della NAACP, diffuse delle proteste riguardo agli arresti e alla sentenza, ritenute da lui crudeli specie perché attribuite a bambini, vittime innocenti. L'ex first-lady Eleanor Roosevelt provò a parlare con il governatore. All'inizio il governo locale e statale si rifiutò di fare marcia indietro sul caso. Williams chiamò allora Conrad Lynn, un noto avvocato di colore per i diritti civili, che venne da New York in soccorso ai ragazzi, alla fine di dicembre 1958. Il governatore Luther H. Hodges e il suo rappresentante legale Malcolm Seawell rifiutarono l'intervento di Lynn (che intercesse per conto di Williams) in difesa dei ragazzi.
Le madri dei bambini non poterono vedere i figli per settimane. Joyce Egginton, una giornalista del London Observer nel Regno Unito, ricevette il permesso di visitare i bambini e portare con sé le madri. Egginton riuscì ad introdurre nella cella una fotocamera di soppiatto. Fece qualche foto alle madri che abbracciavano i bambini. La sua storia e le foto furono stampate in tutta Europa ed Asia. Il London Observer pubblicò un editoriale con la foto dei bambini con le madri e il titolo "Perché?". La United States Information Agency riportò di aver ricevuto oltre 12'000 lettere di indignazione da parte dei cittadini americani e non solo. Il 15 dicembre 1958 le fotografie della Egginton avevano già fatto il giro del continente europeo.
Una commissione internazionale si costituì in Europa in difesa di Thompson e Simpson. Furono fatte grandi manifestazioni a Parigi, Roma, Vienna e Rotterdam contro la decisione degli Stati Uniti e ci furono problemi a varie ambasciate americane. In una scuola superiore di Rotterdam, in 15'000 tra studenti e personale scolastico firmarono una petizione per salvare quei bambini. Questo creò imbarazzo a livello internazionale per gli Stati Uniti. Nel mese di febbraio, ufficiali del Nord Carolina chiesero alle madri dei due bambini di firmare un waiver con la garanzia che i loro figli sarebbero stati rilasciati. Le donne si rifiutarono, intuendo che questo avrebbe permesso alle autorità di considerare effettivamente colpevoli i due bambini.
Dopo aver trascorso tre mesi in detenzione, il 13 febbraio 1959 il governo della Carolina del Nord rilasciò Thompson e Simpson senza troppe spiegazioni e li scagionò da ogni accusa. Lo stato e la città non si sono mai scusati con i bambini o le loro famiglie per il trattamento ricevuto. La loro vita fu completamente stravolta. In un'intervista del 2011 riguardo alla vicenda, Brenda Lee Graham, sorella di Thompson, ha dichiarato che suo fratello non è stato più lo stesso dopo quel tragico evento.